# La Castañeda
Pour les articles homonymes, voir Castañeda.
La Castañeda est un groupe de rock mexicain, originaire de Mexico. Il est formé en 1989 par Salvador Moreno, Edmundo Ortega, Alberto Rosas, Omar D'León, Oswaldo D'León et Juan Blendl.

## Biographie
Leur première production discographique est publiée en 1989 avec l'album intitulé Servicios generales de la compagnie Rock and Roll Circus. Par la suite, ils sont signés par la major BMG sous leur label rock spécialisé Culebra, qui rééditera l'album avec une nouvelle production et plusieurs titres bonus ; Servicios generales II en 1993. En 1995, ils sortent au même label El Globo negro, et en 1996 El Hilo de plata. Le groupe rompt ses relations avec BMG, et prend une pause avant d'enregistrer un nouvel album ; ce n'est qu'en 1999 qu'ils enregistrent et sortent Trance, leur cinquième album, avec un nouveau style musical incorporant des éléments de musique électronique, acoustique et expérimentale ; le chanteur Oscar Chávez participe également à la chanson Nancy Llaga.
En 2000, ils annoncent une séparation temporaire ; ils reprennent leurs activités quelques années plus tard, en 2003, leur nom ayant été réduit à La Casta (pseudonyme imposé indirectement par leurs fans qui les avaient toujours si affectueusement appelés comme ça). premier album de reprises acoustiques de plusieurs de ses chansons, Galería acústica, qui contient un DVD commémorant également leurs 15 ans de carrière. En 2006, ils lancent Llama doble: Primera llama. À partir de ce moment, le groupe se réunit annuellement pour jouer quelques concerts, et continue de commémorer sa carrière. En 2009, le groupe reprend le nom de La Castañeda ; un an plus tard, il enregistre Llama doble: La otra llama.
En 2014, ils fêtent leur 25 ans de carrière. En 2018, le groupe se compose de Salvador Moreno, Edmundo Ortega, Alberto Rosas, Omar D’León, Oswaldo D’León et Juan Blendl.

## Discographie
- 1989 : Servicios generales
- 1992 : Servicios generales II
- 1994 : Globo negro
- 1996 : El Hilo de plata
- 1999 : Trance
- 2004 : Galería acústica
- 2006 : Llama doble
- 2010 : Llama doble: La otra llama
- 2013 : Interno acústico